# 熱帶風暴黛瑪 (1991年)
1991年的热带风暴黛玛是菲律宾历史上造成死亡人数最多的热带气旋之一，共造成约5081人死亡。11月1日，一个热带扰动在帕劳东北部生成，此热带低压向西移动。受一道冷锋影响，它转向西南移动，系统于11月4日接近菲律宾时加强为一热带风暴。在横过米沙鄢群岛前，黛玛达到了巅峰强度，其一分钟平均风速达到75每小時（47英里每小時），气压降至992百帕斯卡（29.3英寸汞柱）。虽然系统横过陆地，但它仅仅略微减弱，随后进入南海。并维持烈风风力。黛玛最终受垂直风切变的影响而减弱为热带低压。11月8日，该热带低压登陆越南并在数小时后消散。
在横过菲律宾期间，黛玛受地形影响降下倾盆大雨，即地形抬升，米沙鄢群岛大部降下150毫米的雨。在莱特岛，局部地区的雨量高达580.5毫米。由于此次降雨主要集中在3小时以内，岛上发生了一场空前的泥石流。由于岛上植被破坏极为严重，大部分土地不能良好地吸收降雨，地表径流陡然增加。洪水淹没了阿尼洛-麦巴沙格流域并向下游冲去。奥莫克市位于阿尼洛河与麦巴沙格和交汇处，故受灾严重。在3小时之内，整座城市遭到毁灭性打击，数以千计的房屋受损或被摧毁。仅这一个城市就有4922人死亡，其中2300人在河岸边遇难。
除了奥莫克市，在雷伊泰省和西内格罗省，有159人遇难。在全国有至少5081人遇难，同时又有1941-3084人失踪，估计已死亡。这使得黛玛成为菲律宾史上最致命的热带气旋，超过了1867年风暴(导致1800人死亡)，直到2013年由台风海燕以6033人打破记录。总计4446间住房被摧毁，同时有22229间受损。损失总计高达2767万美元。起初，由于奥莫克市通信全面中断，灾情过了24小时才传至政府。几天之内，紧急救灾中心建立起来，联合国下属的多家机构和多个的援助到达。总计价值580万美元的物资被用于救灾。

## 气象历史
1991年10月末，一个热带扰动在加罗林群岛附近生成。系统在向西移动的过程中变得更有组织。10月31日，围绕系统的深对流迅速增加，联合台风警报中心发出热带气旋形成警报。11月1日，日本气象厅开始关注此系统将并其升格为热带低压，系统此时位于帕劳东北偏北方向约415千米处。随着风场扫描显示风力达到45每小時（28英里每小時），联合台风警报中心开始关注此系统将并其升格为热带低压。最初，数值预报认为系统将走弧形路径，但系统持续西行并与11月2日逼近菲律宾。由于该气旋靠近菲律宾，菲律宾大气地球物理和天文管理局将其命名为Uring。11月3日晚，受一道冷锋影响，此热带低压转向西南移动并直趋米沙鄢群岛，这在台风季末属于常见路径。11月4日，日本气象厅和联合台风警报中心将其升格为热带风暴，并命名为黛玛。
11月4日，在吹袭菲律宾之前，两家机构均指出黛玛达到巅峰强度。联合台风警报中心估计其一分钟平均风速为85每小時（53英里每小時），同时日本气象厅估计其十分钟平均风速为75每小時（47英里每小時）。此外黛玛的气压降至992百帕斯卡（29.3英寸汞柱）。不久黛玛在萨马岛登陆，并减弱至热带风暴下限。11月6日，黛玛以烈风风力横过巴拉望岛，随后穿过南海。虽然系统再次出海，强风切遏制了黛玛重新增强。11月7日，黛玛减弱为热带低压。11月8日，系统在越南南部湄公河三角洲登陆，随后在陆上消散。

## 影响

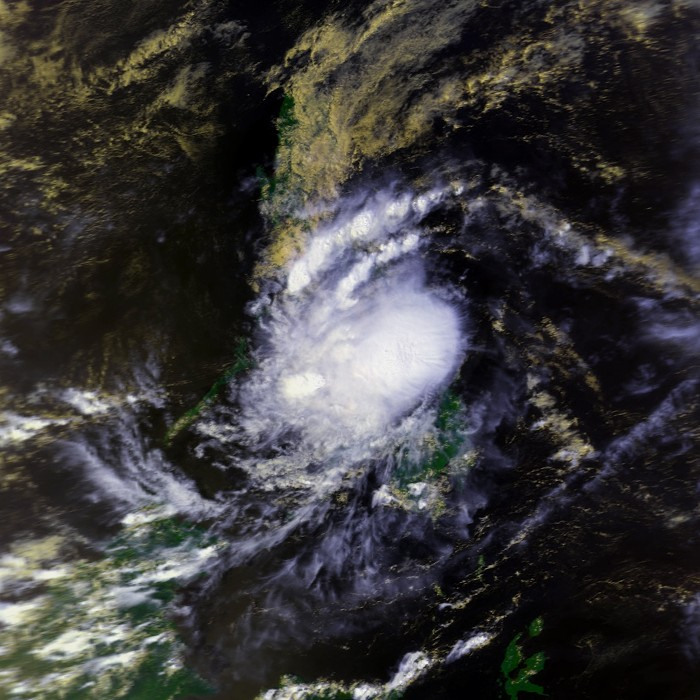
11月5日，热带风暴黛玛横过米沙鄢群岛

热带风暴黛玛吹袭菲律宾之前5个月，皮纳图博火山发生了一次普林尼式火山喷发。这次喷发导致约800人死亡，近100万人无家可归。据报道，菲律宾政府努力缓解灾难带来的影响，但黛玛的吹袭使情况变得更糟糕。
黛玛以孱弱的热带风暴强度吹袭，在塔克洛班市阵风达到95千米/小时，风毁未知。风暴带来的最主要的破坏来自可怕的降雨。米沙鄢群岛大部降下150毫米的暴雨，引发了大面积的洪水。在塔克洛班，24小时降水量达到140.2毫米。因地形抬升，莱特岛成为了降雨中心,并向大气中输入大量水汽.从外,西南季风也在群岛上空汇集,并增强了降雨。在奥莫克市附近的菲律宾国家石油公司站测到了580.5毫米的降水量，是与风暴有关的最大降水量，其中500毫米是在当地时间11月5日降下的。最初，市民们认为海龙卷将巨量的水带到岛上，引发一场洪水。但这种想法很快被认为是荒谬的。
雷伊泰省受灾最为严重，超过4000人死亡。总计4446间房屋被摧毁，同时有22229间房屋受损。主要的破坏发生在奥莫克市，城市被洪水近乎彻底摧毁。至少81人在奥莫克城外遇难，14人失踪。在布拉文有42人死亡。全莱特岛电力中断。大部分道路被冲毁，使得许多地方成为“孤岛”。在西内格罗省，有78人死亡，70人失踪。黛玛造成的损失高达2767万美元，其中1894万美元来自雷伊泰省，873万美元来自西内格罗省。黛玛共造成全国598454人受灾，约43000人无家可归。

### 奥尔莫克的惨剧

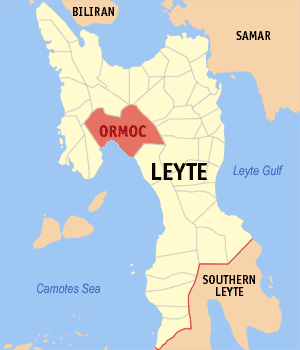
奧爾莫克在萊特島的位置

在黛玛吹袭期间，暴雨产生的洪水淹没了阿尼洛-麦巴沙格流域，洪水从裸露的山上奔腾而下，在奥尔莫克酿成惨剧。洪水涌入流经奥尔莫克北部的阿尼洛河与麦巴沙格河。阿尼洛-麦巴沙格流域面积约为46平方千米，但森林覆盖率仅有3.3%。预警系统也仅用于农业和私人用途。根据一份1990年的调查，流域内90%的土地被开垦用于种植椰子和甜菜。自20世纪70年代以来，岛上大部分地区的土地都被不当开垦，使得灾情更加严重。山体的构型也加剧了洪水，局部地区的倾斜度高达60%。在大雨期间，这样的地形使超过三分之二的地区不稳固。在前两小时的暴雨中，流域内土壤水分就已达到饱和，大大削弱了土壤吸水的能力。多地发生深度1-3米，宽度50-100米的泥石流。雨量超过了土壤可吸收量的两倍，山崩使流体的量翻倍。 河道多处建起了堤坝。在一些地方，堤坝决堤前水深涨至10米。正常情况下，河水从阿尼洛河与麦巴沙格河流到奥尔莫克大约需要3.6~5.6天，而在洪水时，时间缩短至1小时。
奥尔莫克位于易被洪水侵袭之处，阿尼洛河与麦巴沙格河在城市北部合流，并90度转弯流向奥莫克湾。除了河流带来的威胁，不合理的规划也加剧了灾情。河边的建筑都没有考虑到洪水的威胁，于是洪水造成的威胁更大。混凝土堤坝一直伸入河中，而非建在岸边，导致泥土在河中淤积更快。此外，科刚大桥使河道变窄一半，更加剧了河水的上涨，这触发了这场灾难。这种转变成为引发这场灾难的关键因素，使得大量的水涌上河岸。当地时间11月5日上午11时左右，约22,835 km3 的水淹没了城市。在15分钟内，水位上涨到2.1米，再于一小时之内上涨至3.7米。洪水持续了3小时，留下了0.6米厚的沉积物。
洪水毫无征兆的的侵袭了这座城市，沿岸的人们毫无防备。尽管河岸边属于高危地带，但仍有大批低收入群体居住在河岸边。收窄的河岸边同样建立了居民区和商业区。暂住者也被允许住在阿尼洛河边一个叫做沃德岛的地方。大约有2500人住在洪水首当其冲之处。最惨重的伤亡即发生在河岸边，绝大多数人被溺死或被埋。一位幸存者称，当时巨浪冲上河岸并淹没了整个城市。沃德岛几乎被洪水夷平，2500名居民中仅有200人幸存，使沃德岛成为一座死亡之岛。据居民反映，有大量尸体顺着河流被冲下。洪水夹杂着泥沙的冲击力足以击毁市政厅的墙。近3000间房屋被彻底摧毁，逾11000间房屋受损。仅仅在奥莫克市，官方确认有4922人死亡，另有1857~3000人失踪。失踪的人中绝大多数可能已被冲到海中，估计已死亡。风暴过后2天，几具尸体被冲上海岸。此外，另有3020人受伤。官方声称如果洪水发生在晚上而非中午，死亡人数可能破万。